# Seznam zápasů mexické fotbalové reprezentace na MS
Mexická fotbalová reprezentace byla celkem 17x na mistrovstvích světa ve fotbale a to v letech 1930, 1950, 1954, 1958, 1962, 1966, 1970, 1978, 1986, 1994, 1998, 2002, 2006, 2010, 2014, 2018 a 2022.
- Aktualizace po MS 2022 - Počet utkání - 60 - Vítězství - 17x - Remízy - 13x - Prohry - 30x

| Číslo | Soupeř                | Výsledek                | MS      | Fáze turnaje       | Góly Mexika                                                  |
| ----- | --------------------- | ----------------------- | ------- | ------------------ | ------------------------------------------------------------ |
| 1.    | Francie               | 1 – 4                   | MS 1930 | základní skupina 1 | Juan Carreño                                                 |
| 2.    | Chile                 | 0 – 3                   | MS 1930 | základní skupina 1 | Ne                                                           |
| 3.    | Argentina             | 3 – 6                   | MS 1930 | základní skupina 1 | Manuel Rosas (1 + 1 penalta), Roberto Gayón                  |
| 4.    | Brazílie              | 0 – 4                   | MS 1950 | základní skupina 1 | Ne                                                           |
| 5.    | Jugoslávie            | 1 – 4                   | MS 1950 | základní skupina 1 | Héctor Ortiz                                                 |
| 6.    | Švýcarsko             | 1 – 2                   | MS 1950 | základní skupina 1 | Horacio Casarín                                              |
| 7.    | Brazílie              | 0 – 5                   | MS 1954 | základní skupina A | Ne                                                           |
| 8.    | Francie               | 2 – 3                   | MS 1954 | základní skupina A | José Luis Lamadrid, Tomás Balcázar                           |
| 9.    | Švédsko               | 0 – 3                   | MS 1958 | základní skupina C | Ne                                                           |
| 10.   | Wales                 | 1 – 1                   | MS 1958 | základní skupina C | Jaime Belmonte                                               |
| 11.   | Maďarsko              | 0 – 4                   | MS 1958 | základní skupina C | Ne                                                           |
| 12.   | Brazílie              | 0 – 2                   | MS 1962 | základní skupina C | Ne                                                           |
| 13.   | Španělsko             | 0 – 1                   | MS 1962 | základní skupina C | Ne                                                           |
| 14.   | Československo        | 3 – 1                   | MS 1962 | základní skupina C | Isidoro Díaz, Alfredo del Águila, Héctor Hernández (penalta) |
| 15.   | Francie               | 1 – 1                   | MS 1966 | základní skupina A | Enrique Borja                                                |
| 16.   | Anglie                | 0 – 2                   | MS 1966 | základní skupina A | Ne                                                           |
| 17.   | Uruguay               | 0 – 0                   | MS 1966 | základní skupina A | Ne                                                           |
| 18.   | Sovětský svaz         | 0 – 0                   | MS 1970 | základní skupina A | Ne                                                           |
| 19.   | Salvador              | 4 – 0                   | MS 1970 | základní skupina A | Javier Valdivia (2), Javier Fragoso, Juan Ignacio Basaguren  |
| 20.   | Belgie                | 1 – 0                   | MS 1970 | základní skupina A | Gustavo Peña                                                 |
| 21.   | Itálie                | 1 – 4                   | MS 1970 | čtvrtfinále        | José Luis Guerrero González Dávila                           |
| 22.   | Tunisko               | 1 – 3                   | MS 1978 | základní skupina 2 | Arturo Vázquez Ayala                                         |
| 23.   | SRN                   | 0 – 6                   | MS 1978 | základní skupina 2 | Ne                                                           |
| 24.   | Polsko                | 1 – 3                   | MS 1978 | základní skupina 2 | Víctor Rangel                                                |
| 25.   | Belgie                | 2 – 1                   | MS 1986 | základní skupina B | Fernando Quirarte, Hugo Sánchez                              |
| 26.   | Paraguay              | 1 – 1                   | MS 1986 | základní skupina B | Luis Flores                                                  |
| 27.   | Irák                  | 1 – 0                   | MS 1986 | základní skupina B | Fernando Quirarte                                            |
| 28.   | Bulharsko             | 2 – 0                   | MS 1986 | osmifinále         | Manuel Negrete, Raúl Servín                                  |
| 29.   | SRN                   | 0 – 0 (PP) (pen. 1 - 4) | MS 1986 | čtvrtfinále        | penalty: Manuel Negrete                                      |
| 30.   | Norsko                | 0 – 1                   | MS 1994 | základní skupina E | Ne                                                           |
| 31.   | Irsko                 | 2 – 1                   | MS 1994 | základní skupina E | Luis García Postigo (2)                                      |
| 32.   | Itálie                | 1 – 1                   | MS 1994 | základní skupina E | Marcelino Bernal                                             |
| 33.   | Bulharsko             | 1 – 1 (PP) (pen. 1 - 3) | MS 1994 | osmifinále         | Alberto García Aspe (penalta) penalty: Claudio Suárez        |
| 34.   | Jižní Korea           | 3 – 1                   | MS 1998 | základní skupina E | Ricardo Peláez, Luis Hernández (2)                           |
| 35.   | Belgie                | 2 – 2                   | MS 1998 | základní skupina E | Alberto García Aspe (penalta), Cuauhtémoc Blanco             |
| 36.   | Nizozemsko            | 2 – 2                   | MS 1998 | základní skupina E | Ricardo Peláez, Luis Hernández                               |
| 37.   | Německo               | 1 – 2                   | MS 1998 | osmifinále         | Luis Hernández                                               |
| 38.   | Chorvatsko            | 1 – 0                   | MS 2002 | základní skupina G | Cuauhtémoc Blanco                                            |
| 39.   | Ekvádor               | 2 – 1                   | MS 2002 | základní skupina G | Jared Borgetti, Gerardo Torrado                              |
| 40.   | Itálie                | 1 – 1                   | MS 2002 | základní skupina G | Jared Borgetti                                               |
| 41.   | USA                   | 0 – 2                   | MS 2002 | osmifinále         | Ne                                                           |
| 42.   | Írán                  | 3 – 1                   | MS 2006 | základní skupina D | Omar Bravo (2), Antônio Naelson                              |
| 43.   | Angola                | 0 – 0                   | MS 2006 | základní skupina D | Ne                                                           |
| 44.   | Portugalsko           | 1 – 2                   | MS 2006 | základní skupina D | Francisco Fonseca                                            |
| 45.   | Argentina             | 1 – 2 (PP)              | MS 2006 | osmifinále         | Rafael Márquez                                               |
| 46.   | Jihoafrická republika | 1 – 1                   | MS 2010 | základní skupina D | Rafael Márquez                                               |
| 47.   | Francie               | 2 – 0                   | MS 2010 | základní skupina D | Javier Hernández Balcázar, Cuauhtémoc Blanco (penalta)       |
| 48.   | Uruguay               | 0 – 1                   | MS 2010 | základní skupina D | Ne                                                           |
| 49.   | Argentina             | 1 – 3                   | MS 2010 | základní skupina D | Javier Hernández Balcázar                                    |
| 50.   | Kamerun               | 1 – 0                   | MS 2014 | základní skupina A | Oribe Peralta                                                |
| 51.   | Brazílie              | 0 – 0                   | MS 2014 | základní skupina A | Ne                                                           |
| 52.   | Chorvatsko            | 3 – 1                   | MS 2014 | základní skupina A | Rafael Márquez, Andrés Guardado, Javier Hernández Balcázar   |
| 53.   | Nizozemsko            | 1 – 2                   | MS 2014 | osmifinále         | Giovani dos Santos                                           |
| 54.   | Německo               | 1 – 0                   | MS 2018 | základní skupina F | Hirving Lozano                                               |
| 55.   | Jižní Korea           | 2 – 1                   | MS 2018 | základní skupina F | Carlos Vela (pokutový kop), Javier Hernández                 |
| 56.   | Švédsko               | 0 – 3                   | MS 2018 | základní skupina F | Ne                                                           |
| 57.   | Brazílie              | 0 – 2                   | MS 2018 | osmifinále         | Ne                                                           |
| 58.   | Polsko                | 0 – 0                   | MS 2022 | základní skupina C | Ne                                                           |
| 59.   | Argentina             | 0 – 2                   | MS 2022 | základní skupina C | Ne                                                           |
| 60.   | Saúdská Arábie        | 2 – 1                   | MS 2022 | základní skupina C | Henry Martín, Luis Chávez                                    |